# 米沢泉美
米沢 泉美（よねざわ いずみ、1965年11月22日 - ）は、東京都葛飾区生まれのIT技術者、プログラマ、ライター、労働組合活動家、トランスジェンダー活動家、元地下アイドル。1999年、戸籍名も女性の名前に変更。ただし、性同一性障害特例法施行後も、戸籍上の性別は変更していない。

## 活動・経歴
1997年から2004年にかけて、新宿の「新宿ロフトプラスワン」でトークイベント「いずみちゃんナイト」を継続的に行っていた（休止の後、2017年8月再開）。これは、米沢が主宰したアイドルグループ「ごくらくッ娘」の歌唱を中心とした娯楽色の強いものから、共産趣味、トランスジェンダーに関する啓発的な内容まで、幅広い内容を含んでいた。
生まれながらの性別に違和感をもつことを、精神疾患の一種である性同一性障害と名づけることに異議を申し立て、性別の自己決定権の確立を目指す「トランスジェンダリズム」を提唱、共著書『トランスジェンダリズム宣言』（社会批評社、2003年）を編集・刊行した。
また、住民基本台帳ネットワークに法律上の性別が記録されることから、トランスジェンダーにとって、法律上の性別に関する情報はプライバシー情報であるとする立場から、これに対する反対運動を展開した。
2000年代末からはトランスジェンダーに関しては積極的な活動を手控えるものの、ワーキングプアに関する活動に参加している。2008年6月より2009年7月までフリーター全般労働組合執行委員を務めており、2009年10月現在も同労組で活動している。年越し派遣村には所有するドメイン名を提供していた。また、鉄道旅行に関するブログを運営している。
2017年5月7日、岡山電気軌道東山本線京橋停留場にてJR・私鉄全9582駅（当時）の訪問を達成した。

## 著作
- 米沢泉美、いつき（土肥いつき）、三橋順子、筒井真樹子 『トランスジェンダリズム宣言―性別の自己決定権と多様な性の肯定』、社会批評社　2003年
- 津村洋、米沢泉美、富永さとる 『キツネ目のスパイ宮崎学―NGO・NPOまでも狙う公安調査庁』、社会批評社、2002年

## 執筆
- Software Design（技術評論社）
- 月刊ウォ〜！（サン出版）
- ピカパラ（三和出版）

## テレビ
- 柏村武昭のテレビ宣言（広島テレビ放送） - 性同一性障害のレポートに登場
- 胸キュン！オンステージ（つくばテレビ） - ごくらくッ娘メンバーとして
- フレッシュアイドル（つくばテレビ） - SCIP（山形県酒田市のローカルアイドルSHIPのオマージュユニット）メンバーとして
- BS熱中夜話（NHK衛星第2テレビジョン） - 「一人旅第2夜 国内編」において、自身の名前の入った駅名の鉄道駅を訪問する米沢泉美 全駅制覇を、2009年9月20日にくま川鉄道人吉温泉駅で達成した模様がオンエアされた